# السمفونية التاسعة (بيتهوفن)

صفحة من مخطوطة بيتهوفين للسمفونية التاسعة

السمفونية التاسعة لبيتهوفن في سلم ري الصغير تصنيف Op. 125، (والتي تعرف أيضاً باسم السمفونية الكورالية Choral) هي آخر سمفونية كاملة للمؤلف الموسيقار لودفيج فان بيتهوفن، والتي أنهاها عام 1824. تعدّ واحدة من أشهر أعمال الموسيقى الكلاسيكية الغربية. بالنسبة للنقاد تعدّ السمفونية أعظم أعمال بيتهوفين، ويعدّها البعض أعظم قطعة موسيقية كتبت على الإطلاق.
كانت السمفونية أول مثال على استخدام مؤلف كبير لأصوات المغنين في عمل سمفوني (وبالتالي وصف الكورالية). تنشد الكلمات خلال الجزء الأخير عبر أربع مغنين سولو وجوقة، أُخذت الكلمات من نشيد الفرح الذي كتبه الشاعر الألماني فريدريش شيلر عام 1785 وراجعها عام 1803، مع بعض الإضافات التي وضعها بيتهوفين.

## التاريخ

### التأليف
فوّضت جمعية الفيلهارمونية الملكية في لندن بيتهوفين بتأليف السمفونية عام 1817، استمرت أعمال التأليف الأساسية ما بين خريف 1822 واكتمال المخطوطة عام 1824, مع ذلك ترجع بعض أصول الكلمات والنغمات لأعمال سابقة لبيتهوفين.
عنوان نشيد شيلر "An die Freude" يترجم إلى نشيد الفرح، كتب عام 1785 ونشر أول مرة في العام التالي في الجرنال الأدبي للكاتب نفسه، ثاليا. خطط بيتهوفين مبكرا لتأليف موسيقى مصاحبة للنشيد منذ عام 1793، أي حين كان يبلغ من العمر 22 عاما فقط.
تظهر كراسات بيتهوفين أن قطع موسيقية وجدت طريقها للسمفونية ألّفها بيتهوفين اولا في 1811 و1817.
إضافة إلى ذلك، ضمّت السمفونية بعض القطع الأخرى لبيتهوفين والتي بينما تمثل أعمال كاملة في ذاتها، تظهر وكأنها كانت أعمال تجريبية للسمفونية المستقبلية. ففي عمل كورال الخيال مصنف رقم 80 (1808)، وهو كونشيرتو للبيانو اساسا، يقدم جوقة ومغني سولو قرب النهاية ليشكلوا ذروة العمل. كما في السمفونية التاسعة، يغني الكورال الصوتي نغمة عزفت قبلها بالآلات الموسيقية، وهو تناظر مشابه جدا للتناظر الموجود في نهاية السمفونية التاسعة.
واجه بيتهوفين الكثير من المشاكل لضم الجزء الغنائي للسمفونية، صديق بيتهوفين، أنطون شيندلر، صرح لاحقا: «حين بدأ بيتهوفين العمل على الحركة الرابعة، واجهته المشاكل كما لم تواجهه من قبل، هدفه كان أن يجد طريقة ملائمة لتقديم نشيد شيلر، يوما ما دخل بيتهوفين يصيح 'وجدتها، لقد وجدتها للتو!' ثم أطلعني على مخطط مبدئي كتب عليه 'فلنغني نشيد الخالد شيلر'». ومع ذلك لم يبقِ بيتهوفين هذه النسخة، وأخذ يعدل فيها حتى وصل لشكلها النهائي.

### العرض الأول
كان بيتهوفين يتوق إلى أن تعزف السمفونية أولا في برلين حين ينتهي من تأليفها، لإنه اعتقد أن فيينا يسيطر عليها الذوق الموسيقي الإيطالي لمؤلفين كروسيني، حين سمع أصدقائه ومموليه ذلك أقنعوه بأن يقدمها أولا في فيينا.
قُدمت السمفونية التاسعة لأول مرة يوم 7 مايو 1824 في فيينا، كان هذا أول ظهور لبيتهوفين على المسرح منذ 12 عاما، وكانت الصالة مزدحمة. أدّى أجزاء السوبرانو والآلتو مغنيتان شبتان مشهورتان في ذلك الوقت: هنرييت سونتاغ وكارولين أنغر.
مع أن العرض كان بقيادة مايكل أوملاف رسميا، كبلميستر أو المايسترو الرئيسي للمسرح، إلا أن بيتهوفين شاركه المسرح، قبلها بعامان كان أوملاف قد شهد قيادة بيتهوفين الأصم حينها للأوركسترا في تدريب على عمله الأوبرالي فيديلو، وهو التدريب الذي انتهى كارثيا، لذا في هذه المرة أمر أوملاف المغنين والعازفين بتجاهل بيتهوفين كليا. في بداية كل جزء، حدد بيتهوفين الجالس فوق المسرح سرعة الإيقاع، كان يقلب في صفحات نوتته الموسيقية بسرعة أكبر من الأوركسترا الذي لا يستطيع سماعه.
هناك الكثير من الحكايات عن العرض الأول للسمفونية، بناء على شهادات بعض الحضور، توجد دلائل على أن الأوركسترا لم يتدرب كفاية لتقديمها بصورة جيدة، حيث تدربوا على العمل مرتين فقط قبل تقديمه، فخرج العمل غير مترابط في التنفيذ، لكن العمل نجح نجاحا شديدا، في كل الأحوال، لم يكن بيتهوفين ليلام، فكما قال عازف الكمان جوزيف بوم: «أخرج بيتهوفين السمفونية بنفسه، بمعنى أنه كان واقفا بالمنبر وأومأ بشراسة، في بعض الأحيان وقف، وفي أحيان أخرى انكمش في الأرض، تحرك كما لو كان يريد أن يعزف كل الآلات بنفسه وأن يغنّي بدلا من الجوقة. بينما تابع كل الموسيقيين إيقاعهم نفسهم بينما عزفوا».
حينما صفّق الجمهور -تختلف الشهادات بحسب الوقت، في نهاية حركة أو نهاية السمفونية كلها- كان بيتهوفين قد تخلّف عن الاوركيسترا بعض الوقت وما زال يقود، بسبب ذلك توجهت الكونترالتو كارولين أنغر لبيتهوفين ووجّهته للجمهور ليستقبل تحيتهم وتصفيقهم، بناء على شاهد، «قابل الجمهور البطل الموسيقي بقدر كبير من الاحترام والتعاطف، استمعوا لمؤلفاته العظيمة بانتباه شديد واندلعت الصالة في تصفيق شديد كثيرا خلال الأجزاء ودائما في نهايتها». كل الجمهور حيّاه بالتصفيق مع الوقوف خمس مرات، كانوا يُلقون بقبعاتهم ومناديلهم في الهواء ويرفعون أيديهم، في محاولة لِلفت انتباه بيتهوفين الأصم ليرى أنهم يصفقّون له.